# Vi ranci
El vino rancio (vi ranci, también vi bo o vi de pair) es un vino  tradicional que envejece por oxidación adquiere unas características propias de sabor dulce, aroma potente y tostado, y un color pardo oscuro.
El vino rancio puede ser blanco, elaborado con uva garnacha blanca y macabea, o tinto, de garnacha negra. La riqueza en azúcares de la uva tiene que ser superior a 12° Baumé y el grado alcohólico volumétrico natural no inferior a 12% vol. 
Tras la fermentación completa o parcial de los azúcares de la uva, se realiza un envejecimiento oxidativo en ambientes de humedad muy reducida. Normalmente este proceso es el conocido como a sol i serena, seguido por un envejecimiento mínimo de un año en envase de roble. Se logra una elevada concentración de alcohol, entre 15% vol y 22% vol, y a veces se adiciona alcohol vínico.
El vino rancio de crianza tiene un envejecimiento mínimo de cuatro años, de los cuales un mínimo de tres son en envase de roble. Como el vino disminuye, cada año se tiene que terminar de llenar la barrica añadiendo la cantidad que ha perdido. Tradicionalmente las bodegas destinaban la barrica más vieja, llamada padrina («madrina»), bóta del racó («barrica del rincón») o botall («barrica»). En cada vendimia se añadía vino nuevo que mezclado con el vino viejo adquiría rápidamente las características del vino rancio.
Se debe aclarar la diferencia entre el vino rancio y un vino oxidado, es decir, que se ha vuelto rancio debido a una oxidación rápida por defecto del vino o por una mala conservación. En este caso el vino sería inservible.
Se elaboran vinos rancios de calidad VQPRD en varias denominaciones de origen catalanas y mediterráneas: DO Alella, DO Cuenca de Barberà, DO Ampurdán, DO Montsant, DO Plano de Bages, DOQ Priorat, DO Tarragona, DO Terra Alta y DO Valencia. En el departamento francés de Pirineos Orientales: AOC Banyuls, AOC Maurí y AOC Rivesaltes.
Un vino rancio tradicional es el Fondillón (fondellol) de la DO Alicante. Se elabora con uva sobremadurada de monastrell. Tiene un grado alcohólico natural adquirido hasta 18° y se envejece un mínimo de 10 años en barricas de roble.